# Jacquinia pungens
Jacquinia pungens là một loài thực vật có hoa trong họ Anh thảo. Loài này được A. Gray mô tả khoa học đầu tiên năm 1854.